# Urbana (Misuri)
Urbana es una ciudad ubicada en el condado de Dallas en el estado estadounidense de Misuri. En el censo de 2010 tenía una población de 417 habitantes y una densidad poblacional de 167,36 personas por km².

## Geografía
Urbana se encuentra ubicada en las coordenadas 37°50′36″N 93°10′3″O / 37.84333, -93.16750. Según la Oficina del Censo de los Estados Unidos, Urbana tiene una superficie total de 2.49 km², de la cual 2.49 km² corresponden a tierra firme y (0%) 0 km² es agua.

## Demografía
Según el censo de 2010, había 417 personas residiendo en Urbana. La densidad de población era de 167,36 hab./km². De los 417 habitantes, Urbana estaba compuesto por el 98.08% blancos, el 0% eran afroamericanos, el 0.48% eran amerindios, el 0% eran asiáticos, el 0% eran isleños del Pacífico, el 0% eran de otras razas y el 1.44% pertenecían a dos o más razas. Del total de la población el 0.72% eran hispanos o latinos de cualquier raza.